# Saint-Nicolas-de-Redon
Saint-Nicolas-de-Redon é uma comuna francesa na região administrativa do País do Loire, no departamento de Loire-Atlantique. Estende-se por uma área de 22.32 km². Em 2010 a comuna tinha 3 277 habitantes (densidade: 146,8 hab./km²).